# 小行星9230
小行星9230（英語：9230 Yasuda）是一颗围绕太阳公转的小行星。1996年12月29日，佐藤直人在秩父市发现了此天体。
这颗小行星的绝对星等为302.6583598096233等。